# Корунна (Індіана)
Корунна (англ. Corunna) — місто (англ. town) в США, в окрузі Декальб штату Індіана. Населення — 236 осіб (2020).

## Географія
Корунна розташована за координатами 41°26′9″ пн. ш. 85°8′38″ зх. д. / 41.43583° пн. ш. 85.14389° зх. д. (41.435900, -85.143997).  За даними Бюро перепису населення США в 2010 році місто мало площу 0,45 км², уся площа — суходіл.

## Демографія
Згідно з переписом 2010 року, у місті мешкали 254 особи в 88 домогосподарствах у складі 64 родин. Густота населення становила 567 осіб/км².  Було 98 помешкань (219/км²).
Расовий склад населення:
| - 94,9 % — білих - 0,4 % — корінних американців - 0,4 % — чорних або афроамериканців - 0,4 % — азіатів - 2,4 % — осіб інших рас |

До двох чи більше рас належало 1,6 %. Частка іспаномовних становила 4,3 % від усіх жителів.
За віковим діапазоном населення розподілялося таким чином: 29,5 % — особи молодші 18 років, 60,3 % — особи у віці 18—64 років, 10,2 % — особи у віці 65 років та старші. Медіана віку мешканця становила 34,3 року. На 100 осіб жіночої статі у місті припадало 96,9 чоловіків;  на 100 жінок у віці від 18 років та старших — 108,1 чоловіків також старших 18 років.
Середній дохід на одне домашнє господарство  становив 41 502 долари США (медіана — 34 286), а середній дохід на одну сім'ю — 46 279 доларів (медіана — 42 750). За межею бідності перебувало 28,6 % осіб, у тому числі 31,6 % дітей у віці до 18 років та 11,1 % осіб у віці 65 років та старших.
Цивільне працевлаштоване населення становило 118 осіб. Основні галузі зайнятості: виробництво — 40,7 %, роздрібна торгівля — 21,2 %, освіта, охорона здоров'я та соціальна допомога — 7,6 %, мистецтво, розваги та відпочинок — 6,8 %.